# Universidad Abierta de Israel

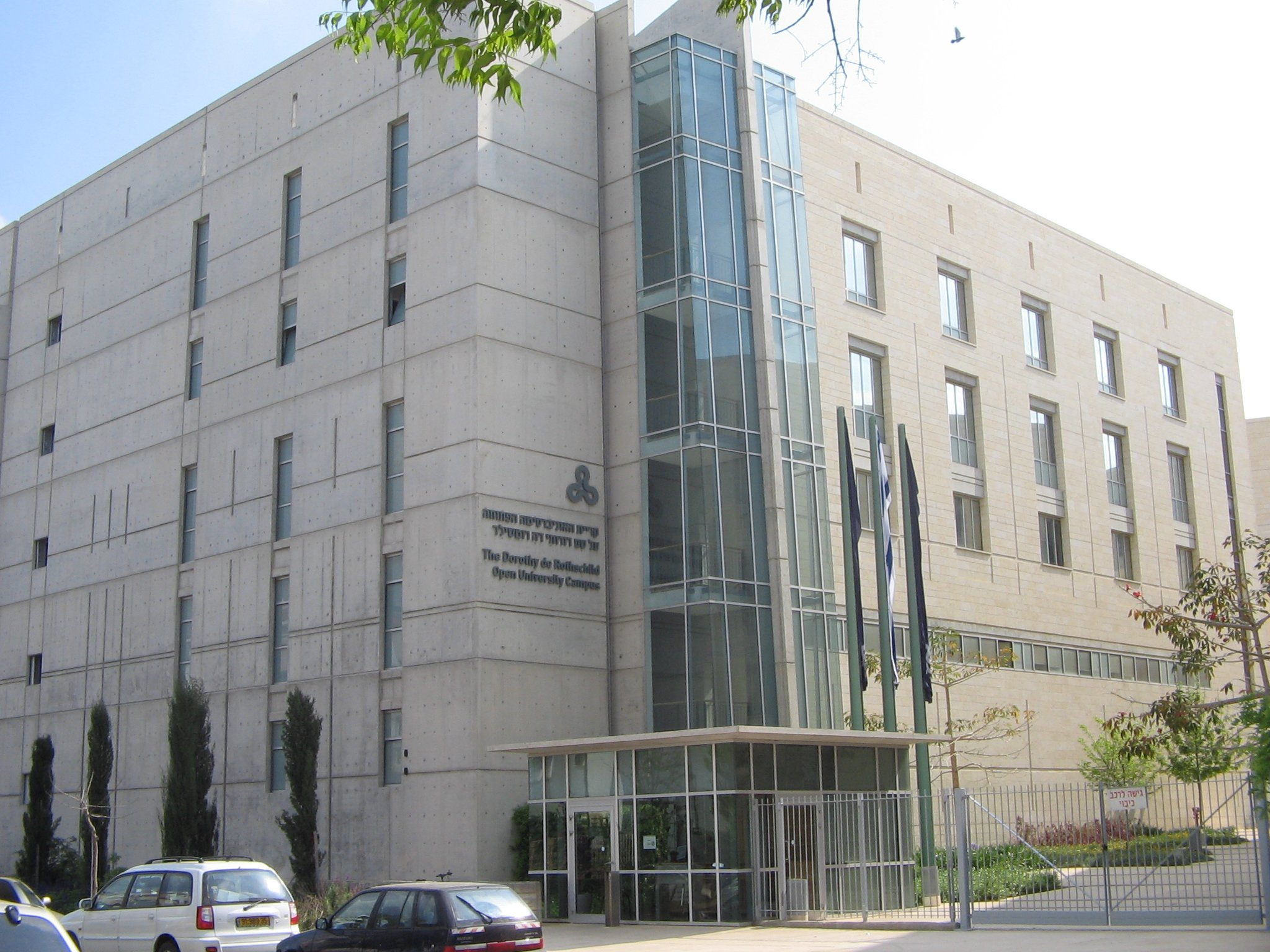
Campus de la Universidad Abierta de Israel.

La Universidad Abierta de Israel (en hebreo: האוניברסיטה הפתוחה) es una universidad de aprendizaje a distancia en Israel. Fue planeada en 1971, fue modelada a partir de la Universidad Abierta del Reino Unido. El primer semestre de estudios empezó el 17 de octubre de 1976. En 1980, la Universidad Abierta fue oficialmente reconocida como un instituto de enseñanza superior en Israel, y le fue concedido el derecho de suministrar el título de grado. En 1982, 41 alumnos recibieron diplomas en la primera ceremonia de atribución de diplomas de esta institución. Desde entonces, la universidad ha seguido creciendo. En 1987 tenía 11.000 alumnos y 180 cursos. En 1993 tenía 20.000 alumnos, 300 cursos y 405 nuevos graduados. En 2002 tenía 36.710 alumnos matriculados. Desde su fundación, hasta el año 2003, más de 13.000 personas se habían graduado en la universidad. En 1995, la universidad también comenzó un programa de máster. No otorga títulos de doctorado.